# Clossiana wawonae
Clossiana wawonae är en fjärilsart som beskrevs av Gunder 1924. Clossiana wawonae ingår i släktet Clossiana och familjen praktfjärilar. Inga underarter finns listade i Catalogue of Life.